# Цедербаум, Сергей Осипович
Сергей Осипович Цедербаум (3 августа (15 августа) 1879, Одесса, Российская империя — 25 февраля 1939, Москва, Советский Союз) — участник революционного движения в Российской империи, член ЦК РСДРП. Партийный псевдоним — В. Ежов. Брат Ю. О. Цедербаума, Н. О. Цедербаум, Л. О. Цедербаум, В. О. Цедербаума, Е. О. Цедербаум.

## Биография
Родился в еврейской семье, отец Иосиф Александрович Цедербаум (1839—1907) был служащим в Русском обществе пароходства и торговли и журналистом ряда периодических изданий; мать — Ревекка Юльевна Розенталь (1851 или 1855—1905). Внук публициста и издателя А. О. Цедербаума. Окончил гимназию, получил незаконченное высшее образование в Петербургском университете.
С 1890 года в революционной деятельности, с 1896 года пребывал в социал-демократическом движении, в 1898 году был одним из руководителей петербургского «Союза борьбы за освобождение рабочего класса». Организовывал транспортировку «Искры» в Российскую империю, многократно арестовывался охранным отделением. В 1898 году вступил РСДРП, с 1906 года — меньшевик. Участвовал в проведении VII Всероссийской конференции РСДРП(б). Примыкал к «ликвидаторам». С марта 1917 года работал членом исполнительного комитета Московского Совета, членом Организационного комитета РСДРП(м), с 30 апреля (13 мая) того же года становится членом Бюро организационного комитета. С 13 августа (26 августа) 1917 года — член ЦК РСДРП(о). С декабря 1917 года товарищ (заместитель) председателя Всероссийского Совета рабочей кооперации. До марта 1937 года работал бухгалтером Каменского дома культуры в Западно-Сибирском крае. 7 раз арестовывался ВЧК, ОГПУ, НКВД. 25 февраля 1939 года приговорён ВКВС СССР по обвинению в участии в контрреволюционной организации и подготовке терактов к ВМН и в тот же день расстрелян. Похоронен на Донском кладбище в «могиле невостребованных прахов» № 1. Прокуратурой СССР 11 апреля 1991 года реабилитирован посмертно.
Также были репрессированы его жена — Конкордия Ивановна Захарова-Цедербаум и сын — Юлий Сергеевич.
Внучка — Попова Тамара Юльевна, автор книги «Судьба родных Л. Мартова в России после 1917 года».

## Публикации
- Цедербаум С. О. (Ежов В.). Новый закон о больничных кассах и что он даёт рабочим, П., 1917.
- Цедербаум С. О. (Ежов В.). Пути рабочей кооперации на Западе и у нас. П., 1917.
- Цедербаум С. О. (Ежов В.). От малого к большому. 3-е изд. М., 1918.
- Цедербаум С. О. (Ежов В.). Женщина в русском революционном движении. 1870—1905. — Л., 1927.[9][10]